# Римська міфологія
Ри́мська міфоло́гія (мітологія) — сукупність уявлень стародавніх римлян, в якій у формі оповідей про діяння богів, духів та героїв відбито їхні пояснення влаштування світу. З міфології римлян походять багато ритуалів і обрядів, які відзначали древні римляни з найдавніших часів до часу, коли християнство повністю замінило корінні релігії Римської імперії. Численні вислови та імена римської міфології використовуються в різноманітних сферах сучасного життя.
Римська міфологія суттєво різниться від грецької. Якщо греки відділяли міфи від своєї сучасності, поміщаючи їх у давнину, невизначений «міфологічний час», то римляни розглядали міфи як конкретну частину власної історії, нерідко з точними датами. Як наслідок міфологічні події розглядалися як реальні, а реальні міфологізувалися, що сприяло прийняттю вірувань інших народів до римської міфології та пізніше обожнення імператорів Римської імперії. Діяльність надприродних сил бачилася такою ж активною тепер, як і в давнину, що відбивалося в віруваннях у численних божеств, віщування і ворожбу.

## Основні риси
Хоча численні боги та міфологічні події були запозичені в греків, римські боги не мають такого ж розгорнутого родоводу, подружніх, батьківських і синівських зв'язків, які об'єднували грецьких богів у одну родину. Часто вони навіть не мали справжніх імен, а лише прізвиська, що визначали межі їхньої влади і діянь. Римський пантеон богів був значно обмеженішим, ніж грецький, а самі боги — переважно «дрібнішими» за значенням і функціями. Римляни уявляли своїх богів абстрактними постатями, не надаючи їм певних обрисів. Деякі з цих богів уподібнювалися навіть до тварин (Артеміда зображувалася у вигляді корови). Найзначнішими з них були Сатурн, Юпітер та Марс, сабінський бог Квірін. Три перші пізніше стали загальноримськими богами, ввібравши також функції еллінських Крона, Зевса, Ареса. Найпоширенішими в римлян були боги-покровителі, які супроводжували всі види людської діяльності й навіть визначали особисті почуття чи думки людей. Шанувалися боги таких окремих подій як пологів, перших кроків дитини, страху чи радощів, вірності й скромності, жіночої доброчесності, богів сівби й оранки.
Римляни також вірили, що кожний день пов'язаний з певним божеством: понеділок — це «день Місяця» (Lunis dies), вівторок — «день Марс» (Martis dies), середа — «день Меркурія» (Mercores dies). Кожна людина мала власну богиню долі — Фортуну, а також свого генія покровителя, який керував її поведінкою і вмирав разом із нею. Домівки римлян також мали своїх захисників — пенатів.
Родину і домівку охороняли душі померлих предків — лари. Римляни дуже шанували культ мертвих родичів, вірячи, що вони ставали добрими духами — манами.У разі непошани до них мани перетворювалися на мстивих і злих лемурів, так само як і душі злих людей — на лаврів. З культом предків були пов'язані й традиційні воскові маски, що знімалися з обличчя померлого і зберігалися в родині. В разі смерті когось із даної родини ці маски, надівали живі й шли з труною.
Проте вирішальну роль в остаточному оформленні римських міфів про богів відіграла олімпійська релігія еллінів. Разом із зміцненням торговельних і культурних відносин поширювався її вплив на північні італійські племена. У IV ст. до н. е. переносяться головні факти біографій грецьких богів та історії, пов'язані з ними.

## Розвиток міфології римлян
Давньоримська міфологія значною мірою засновується на міфології етрусків, які населяли північний захід Апеннінського півострова в I тис. до н. е. За їхніми уявленнями населена земля має форму кола, над яким нависає купол неба, а під землею як відображення неба міститься підземний світ. Небо мало найбільший вплив, оскільки на ньому жили боги і посилали на землю знаки, які людям важливо помітити і зрозуміти. Саме небо вони поділяли на чотири частини і кожну населяли різні боги. Наприклад, на південній жили боги природи і землі, а на північно-східній — боги підземного світу. Етруски вірили, що світ не вічний і його існування можна продовжити, дослухаючись до волі богів, яку вони передають знаками, як землетруси, грози, чудеса. Так, в I ст. до н. е. вони вірили в наближення нового віку, тлумачачи влучення в статуї богів блискавок, привселюдну боротьбу зграй птахів і таке інше, спостерігаючи громадянську війну, вбивство Цезаря, спалення головного етруського міста Перузія.
Етруски вважали, що справжні імена богів, яких є дуже багато, невідомі людям. Правили ними 12 основних рівноправних богів: Тинія, Нетунс, Сетланс, Турмс, Аплу, Маріс, Уні, Менерва, Вейя, Аритімі, Туран Веста. Над ними усіма владарював Тінія (або інакше Тін), бог неба і небесного світла, проявом сили якого була блискавка. Етруські мистецтво і релігія рано зазнали грецького впливу, тоді як їх у свою чергу перейняли римляни. Тому, наприклад, римські Юнона, Мінерва, Нептун пов'язалися з Герою, Афіною, Посейдоном, як і етруські Уні, Менерва і Нетуне.
Примітною особливістю етруських богів було те, що серед них багато поділяли ті самі обов'язки. Це значно вплинуло на розвиток міфології римської, де боги одних народів, у міру завоювань, групувалися з подібними богами інших на основі схожих імен або занять. На відміну від древніх греків, які рано сформували і чітко визначили свій пантеон, римляни в ранній період своєї історії мали нескладну ієрархію, куди входила архаїчна тріада — Юпітер-Марс-Квірин, а також Янус і Веста. Але вбирання богів сусідніх народів відбувалося постійно, оскільки римська держава завойовувало навколишні території. Римляни вважали, що інші народи поклоняються їхнім богам, лише називають їх по-своєму. Численних богів вони приєднували до своєї міфології й релігії як аспекти вже відомих богів. Ідолів завойованих народів вони перевозили до Риму, вірячи, що тоді ці боги допомагатимуть римлянам. З часом богів стало так багато, що римляни боялися не згадати якогось і цим накликати його гнів, тому зверталися не по імені, а як до богів загалом.
Громади іноземців і колишніх рабів продовжували свої релігійні обряди в межах міст. Так, до прикладу, Мітра потрапив у Рим, і його популярність в римській армії поширила його культ до таких далеких місць, як Римська Британія. Важливі римські божества були зрештою ототожнені з більш антропоморфними грецькими богами і богинями.

## Основні римські міфи

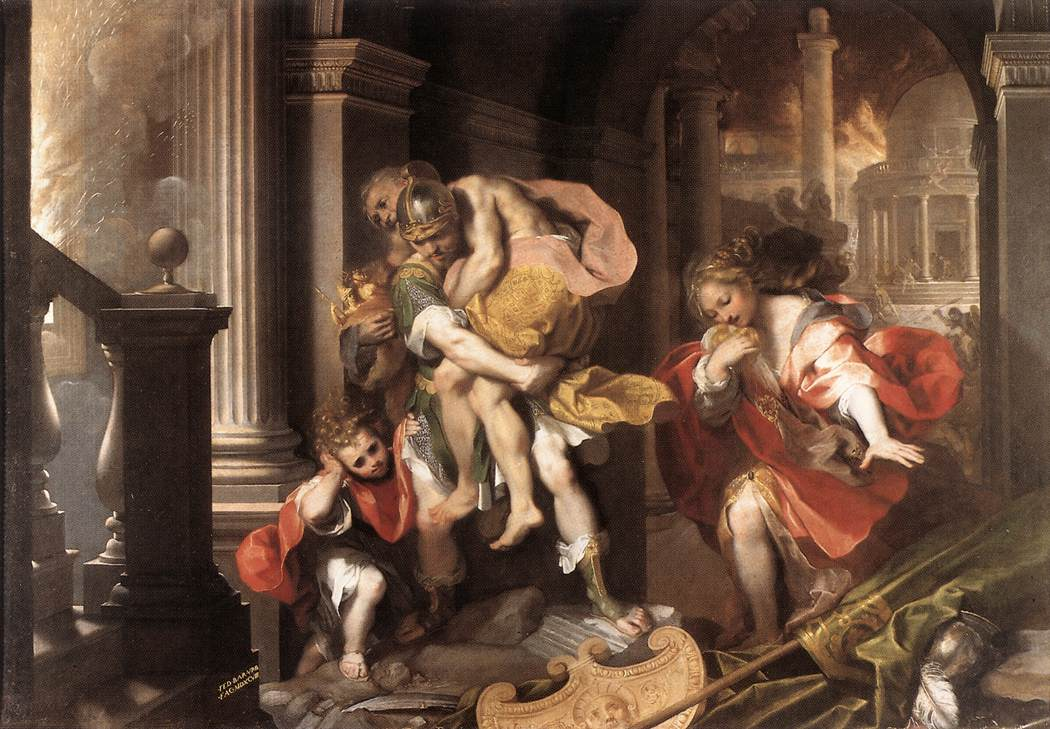
Втеча Енея з Трої. Еней несе свого старого батька Анхіза. Картина Федеріко Бароччі

### Мандри Енея

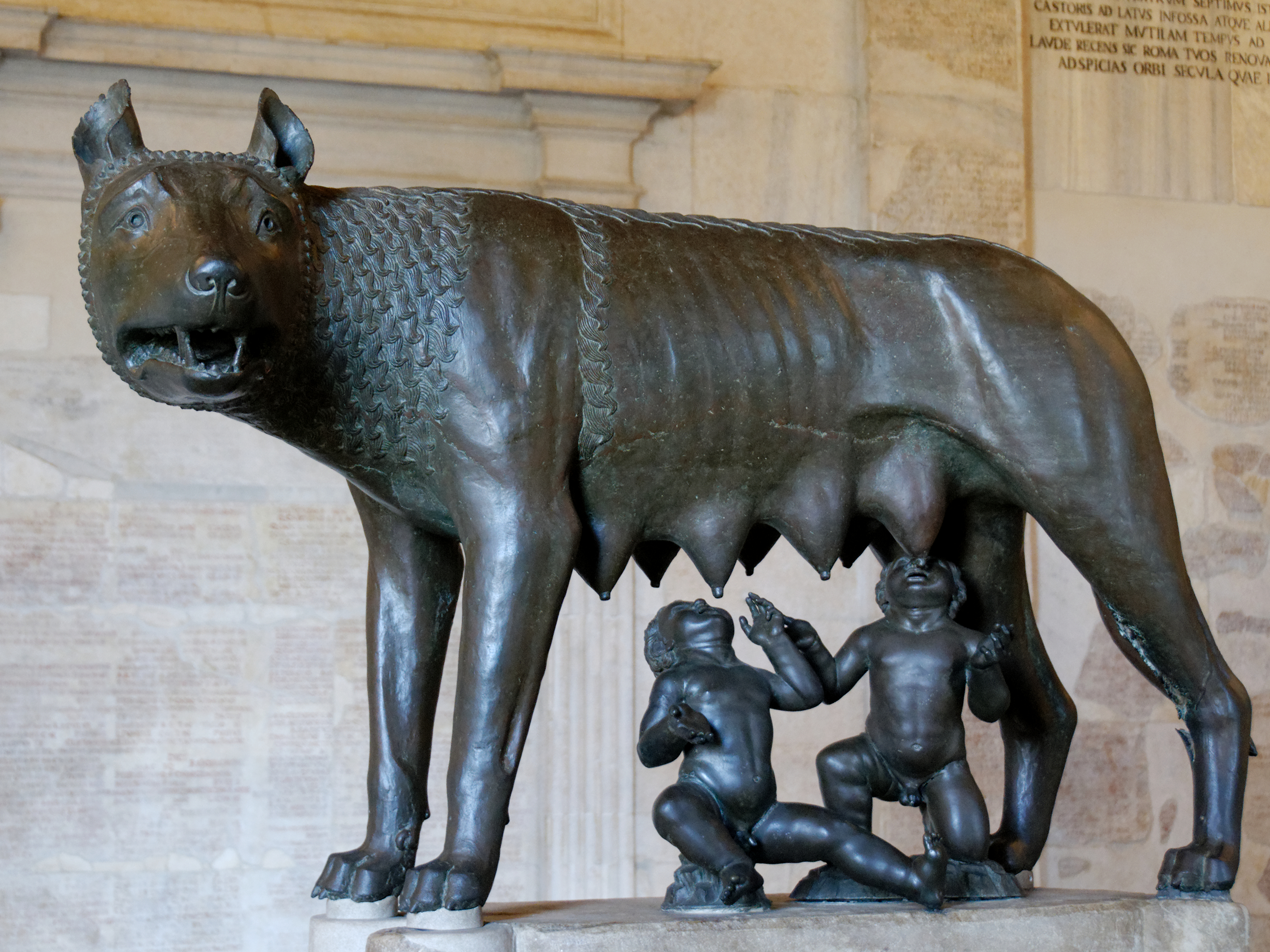
Вовчиця годує Ромула та Рема

Римляни вели своє походження від троянців, які на чолі з Енеєм вирушили на пошуки нової батьківщини після того, як ахейці (греки) знищили місто Трою.
Еней був далеким нащадком царя Дардана і його внука Троса, за іменем якого було названо місто Троя. За "Іліадою", Еней походив від царя Троя. У перші дні Троянської війни не брав у ній участі, та коли Ахіллес напав на нього й відтиснув до міста Лірнесс, Еней повів свої загони проти греків. У двобоях з Діомедом та Ахіллесом його врятувала від загибелі Афродіта, а потім Посейдон.
Післягомерівські міфи наділили Енея особливо доброзичливим ставленням богів; у нашаруванні міфічних сюжетів, що зосередились навколо Енея, вихідними пунктами були топоніми, зближені з його ім'ям та місцевістю, де процвітав культ Афродіти. Таким чином, перекази про Енея через острови Делос, Епір, Сицилію та через Карфаген дійшли до Італії.
У гомерівському гімні до Афродіти Еней залишився після падіння Трої в Троаді і владарював над троянським народом; пізніше поширюється легенда про його переселення на півострів Паллену (Гелланік), де він засновує місто Енею, згодом (за Стесіхором) вирушає в Гесперію. Про троянське походження римлян уперше згадує Тімей (сучасник Пірра), за свідченням якого, Еней заснував місто Лавіній із святилищем троянських пенатів, та Рим. Сам Пірр, на думку Павсанія, вирішив розпочати війну проти римлян під впливом переконання, що він, як нащадок Ахіллеса, буде боротися з нащадками троянців. У III ст. до н. е. переказ про походження римлян від троянців утвердився в Римі, що знайшло свій вираз у творах Невія, Еннія, Фабія. Рим убачав в Енеєві як представникові стародавнього царства свого предка, а піднесений у I ст. до н. е. рід Юліїв — у сині Енея, Юлі, свого родоначальника.

Про мандри Енея та про заснування ним міста в Латіумі існують розмаїті оповіді римських істориків; за «Енеїдою» Вергілія, Еней залишив Трою під час падіння міста. Він забрав із собою сина Асканія (Юла) і на своїх плечах виніс старого батька Анхіса. Зібравши вцілілих троянців, Еней відплив на захід, відвідав Фракію, Крит і Сицилію (тут помер Анхіс). Еней відплив у Латіум, але Гера викликала велику бурю, внаслідок чого флот Енея віднесло до Карфагена. Тут в Енея закохалася Дідона, але Зевс наказав героєві покинути Карфаген. Спустившись в Аїд, Еней довідався від Анхіса про своє майбутнє, після чого вирушив у Латіум, де його гостинно прийняв Латин. У творі Вергілія згруповано всі основні риси місцевих переказів про Енея. Як римська епопея, «Енеїда» мала на меті вказати на божественне походження Риму, уславити нащадка Енея, відновника римської держави — Авґуста і відтворити в казкових образах міфічного минулого картини сучасної поетові епохи.

### Ромул і Рем
Чотирнадцятий цар Альба-Лонгі Нумітор був повалений своїм братом Амулієм. Амулій не хотів, щоб діти Нумітора заважали його честолюбним задумам тому знайшов спосіб ліквідувати їх: син Нумітора зник під час полювання, а дочка Рея Сільвія змушена була стати весталкою. На четвертий рік її служіння до неї у священному гаю з'явився бог війни Марс, від якого Рея Сільвія народила двох синів. Розгніваний Амулій наказав покласти немовлят у солом'яний кошик і кинути в річку Тибр. Проте той кошик прибило до берега біля Палатинського пагорба, де немовлят вигодувала вовчиця, а турботи матері замінили два птахи, що прилетіли - дятел і чибіс. Згодом усі згадані тварини стали священними в Римі. Потім двох братів підібрав царський пастух Фаустул. Дружина його, Акка Ларенція, яка ще не втішилася після смерті своєї дитини, прийняла близнюків під свою опіку. Коли Ромул і Рем виросли, вони прийняли рішення повернутися до Альба-Лонги, де їм вдалося дізнатися про таємницю свого походження. Брати вбили Амулія та відновили на римському троні свого діда Нумітора.
Через чотири роки, з волі свого діда, Ромул і Рем вирушили до Тибру шукати місце для заснування нової колонії Альба-Лонга. Якщо вірити легенді, Рем обрав низовину між Палатинським і Капітолійським пагорбами, але Ромул в свою чергу наполягав на тому, щоб заснувати місто на Палатинському пагорбі. Звернення до знамення не допомогло і спалахнула сварка, під час якої Ромул убив свого рідного брата. Покаявшись у вбивстві Рема, Ромул заснував місто, якому вирішив дати своє ім'я (лат. Roma), і став його першим царем . Датою заснування міста вважається 21 квітня 753 до н. е. (коли навколо Палатинського пагорба плугом була проведена перша борозна). За середньовічною легендою, сином Рема — Сінієм було засновано місто, яке він назвав в честь себе - Сієна.

### Заснування Риму
Із середини II тис. до н.е. у нижній течії ріки Тибр розселялися латино-сикульські племена - гілка італіків, що прийшли на Апеннінський півострів з придунайських областей регіону на початку II тис. до н.е.  Латини влаштувалися на пагорбах Палатин та Велія, сусідні пагорби зайняли сабіни. Після того, як відбулося об'єднання кількох латинських та сабінських селищ у середині VIII століття до н.е. на Капітолійському пагорбі була побудована спільна для всіх фортеця, що мала назву - Рим.
Задля збільшення населення Риму на перших стадіях розвитку держави, Ромул надав прибульцям права, свободи та громадянство нарівні з першими мешканцями, яким він виділив землі Капітолійського пагорба. Завдяки цьому факту в місто почали стікатися раби-втікачі, вигнанці і просто шукачі пригод з інших міст і країн.

### Викрадення сабінянок

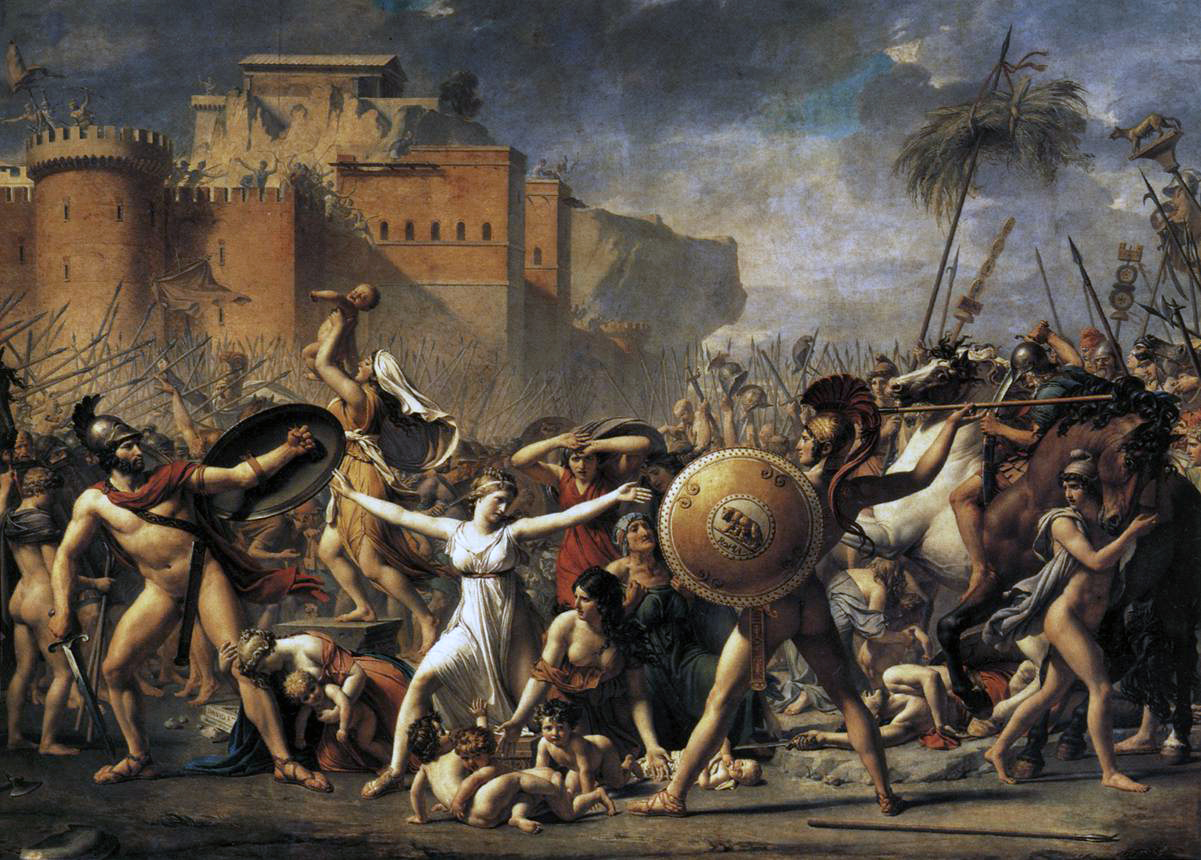
Викрадення Сабінянок

У Римі також бракувало жіночого населення — сусідні народи вважали ганебним вступати у родинні союзи з натовпом "бродяг" (так вони називали тоді римлян). Тоді Ромул вигадав урочисте свято — Консуалії, з іграми, боротьбою та різного роду гімнастичними вправами. На свято з'їхалися багато сусідів римлян, зокрема сабіняни (сабіни). Коли глядачі і, особливо, глядачки були захоплені ходом гри, за умовним знаком численний натовп з римлян, що був озброєнний мечами і списами накинувся на беззбройних гостей. У тисняві римляни захопили жінок, а сам Ромул узяв собі за жінку сабінянку Герсилію. Відтоді весілля з викраденням нареченої стало римським звичаєм.

### Царський період
Сім царів. Традиція незмінно називає сім римських царів, завжди даючи їм одні і тіж імена і в тому ж самому порядку: Ромул, Нума Помпілій, Тулл Гостилій, Анк Марцій, Тарквіній Пріск (Стародавній), Сервій Туллій і Луцій Тарквіній Гордий .
Нума Помпілій. Після викрадення римлянами сабінянських жінок спалахнула війна між Римом та сабінянами. На чолі зі своїм царем Тацієм сабіняни вирушили на Римську державу. Проте викрадені жінки помирили обидві ворогуючі сторони, оскільки вже прижилися у Римі. Тоді римляни та сабіняни уклали мир і жили під владою двах царів: Ромула та Тація. Однак через декілька років спільного правління Тацій був убитий. Ромул став царем об'єднаних народів. Йому приписується створення Сенату, що складався на той час зі 100 «батьків» та формування римської громади (поділ римлян на патриціїв та плебеїв ).
Нума Помпілій був другим царем Риму. Незабаром після смерті першого царя, Ромула, Нуму сенат обрав Римським царем за його справедливість та віру в бога. Історія розповідає нам, що він був сабіном і що, прибувши до Риму, він спочатку оселився на Квіріналі, а потім збудував собі палац на Велії, між Квіріналом та Палатином.
Нуму приписується запровадження 12-місячного календаря замість, на його думку невірного, 9-місячного, також створення жрецьких колегій та будівництво храму Януса на форумі.
Тулл Гостилій. Тулл Гостилій відомий як войовничий цар, тому що він зруйнував Альба Лонгу, також він воював із Фіденами, Вейями, Сабінами. Жителів зруйнованої Альби він вирішив переселити до Риму, надавши їм права громадянства, а знать Альби було зараховано до римського Сенату.
Анк Марцій. В особі Анка Марція Рим отримав царя-сабіна. Цей чоловік був онуком Нуми і в області богошанування намагався у всьому наслідувати свого діда. Анк Марцій не вів жодної війни ні з ким, але розширив Рим у бік моря та етруського берега річки Тибр. На той момент це послужило початком інтенсивних стосунків з етрусками, які невдовзі зміцніють за правління наступного римського царя.
Тарквіній Стародавній. Багатство і ввічливий характер зробили простого чоловіка Тарквінія Стародавнього, переселенця з етруського міста Тарквіній, настільки популярним у римському суспільстві, що після смерті Анка саме його обрали царем. Він вів вдалі війни із своїми сусідами, збільшив кількість членів Сенату на 100 осіб, заснував громадські ігри, і до того ж приступив до осушення болотистих частин міста. Останній цар, Луцій Тарквіній Гордий, був сином Стародавнього; Етруське походження двох царів вплинуло на суспільне життя Римської держави: численні «етрускізми» у мові, звичаях, політичному устрої та релігії; широка « експансія » етрусків, зокрема в Лації та Кампанії, також треба відмітити наявність у Римі цілого етруського кварталу.
Сервій Тулій. Наступником Тарквінію був Сервій Туллій. Існують дві версії його походження. Згідно з однією, він був сином знатної жінки з міста Корнікула, яка потрапила в полон до римлян. Майбутній цар виріс у будинку Тарквінію, де користувався найбільшою любов'ю та пошаною, у тому числі й у сенаторів та народу. Дійсний цар на той момент видав за нього свою дочку. Після вбивства Тарквінія синами Анка Марція, Сервій Туллій, скористався своєю популярністю і захопив владу.
Якщо вірити іншій версії, Сервій Туллій був Мастарною, етруським авантюристом, вигнаним з Етрурії. Після вигнання він поселився в Римі. Там майбутній цар змінив ім'я і досяг царської влади. Цю розповідь вимовляє імператор Клавдій (I століття зв. е. ), і, швидше за все, він значною мірою заснований на нерозумінні етруських сказань.
Тарквіній Гордий. Наступником Сервія Тулія став Тарквіній Гордий, син Тарквінія Пріска, отже, етруск. Владу він захоплює вбивством свого тестя, тобто царя. Його правління мало деспотичний характер: він не зважав на думку Сенату, вдавався до страт, вигнань і конфіскацій. Коли Тарквінія вигнали з Риму, етруски, в свою чергу, намагалися надати йому допомогу та відновити його на троні.

### Міфи про рослини
Одним з найдавніших міфів, що мав вплив на римську міфологію, був міф про походження людей від дерев. Так, існує розповідь про те, що в лісах на місці майбутнього Риму жили колись фавни, німфи і плем'я людей, породжених стовбурами міцного дуба. Ці люди не знали ніякої культури і саме їх навчав згодом землеробству Сатурн. Культ дерев і особливо дуба відігравав у римлян величезну роль. Дуб був пов'язаний з Юпітером, альбанські й римські царі носили вінки і листя дуба. Крім того, всі альбанські царі мали прізвисько Сильвш — «лісовик».
Царі Альби й Риму були втіленням духу священного дуба, а через те, що дуб був пов'язаний з Юпітером, то й цар латинян став Юпітером Латіарисом, який шанувався в гірському лісі. З Юпітером був пов'язаний також і бук, про що свідчить той факт, що Юпітер Фагутал шанувався в буковому лісі на пагорбі Фатугалі.
Культ окремих гаїв пізніше був об'єднаний у загальне свято Лукарії. Під час цього свята в гаї Деа Діа — «Богині богинь» — приносили жертви Юпітеру, Янусу, Ларам, матері Ларів, Флорі, Весті. Це були спокутні жертви за порушений спокій лісу. Будь-яка людина, що збиралася зрубати дерево, також повинна була принести спокутну жертву. Згадується бог Лукаріс, що охороняв сховище Ромула між двома гаями. У маєтках шанувалися священні дерева, найдавніші зображення богів виготовлялися і гілок дерева.
Гаї були присвячені найдавнішим римсько-італійським божествам — Фавну й Фавні, Піку, Карменті, Карні, Робіго, Деа Діа, Мінерві. Одні з цих божеств згодом втрачали частину функцій або забувалися, інші, залишаючись божествами, входили й у легендарну римську історію як царі або наближені до них. Так, Кармента була німфою-пророчицею, яка ще шанувалася як помічниця при пологах, що допомагала правильному розвитку зародка, і як покровителька дітей. А римська історія говорить про неї як про матір царя Евандра, який був союзником прославленого Енея.
В Італії і Римі шанували фавнів, богів лісу, захисників черід від вовків, що пророкували шумом листя або передвіщали майбутнє людям, які спали в лісі за переказом, в день свята фавнів — Фауналії — вовки не сміли торкатися худоби. Існувало ще одне, дуже давнє свято, пов'язане з культом Фавна. Це Луперкалії, свято очищення й родючості. Удень цей голі юнаки — луперки — бігали навколо Палатина, стібаючи жінок ременями зі шкіри жертовного козла. Цей обряд повинен був зробити жінок плідними, а також відігнати від черід вовків.
Як священні шанувалися в римлян і деякі трави. Марсу був присвячений грамен (гравілат), що виріс із людської крові. Священною була вербена, яка росла на Капітолійському пагорбі, а також будь-який дерен, що клався перед жертвопринесенням на вівтар.
Крім культу лісу, дерев, трав у римлян існував культ височин і каменів. Про це свідчить те, що одним з імен Юпітера було «камінь». Клятва ім'ям Юпітера Лапіса вважалася особливо священною й непорушною. Богиня жіночого культу, справжнє ім'я якої було під табу, забороненим, котра іменувалася тільки Добра богиня, також була якимсь чином пов'язана зі скелею.
Шанувалися водні джерела, окремі культи яких були об'єднані пізніше в єдиному культі бога Фонса. Йому було присвячене свято Фонтаналія. У римських джерелах мовиться: «немає джерела не священного».

### Міфи про тварин
Первісні тотемні уявлення збереглися в культі деяких тварин. Шанувався присвячений Марсу дятел, птах Юпітера — орел. З особливим трепетом побожно давні римляни ставилися до вовка, йому було присвячене свято Луперкалій. Ромула і Рема, за переказом, вигодувала вовчиця. З вовками були пов'язані різні повір'я. Вважалося, що вовчий жир і частини тіла вовка допомагають від хвороби, при одруженні, коли молода входила в будинок нареченого, поріг натирали вовчим жиром. Про зв'язок культу вовка зі шлюбом говорить повір'я про те, що вовчиця завжди єднається шлюбом із подружжям у присутності поважних свідків-вовків, а овдовівши, ніколи більше не одружується. Тому римляни поважали жінок, які були в шлюбі тільки один раз. Дуже поширена була віра в те, що деякі люди можуть перетворюватися на вовків. Людина, яку вовк, вийшовши з лісу, побачить першим, за переказом, втрачала голос. Вовна й кінчик вовчого хвоста допомагали домогтися любові. Якщо вовк переходив людині дорогу з правого боку, це передвіщало надзвичайне везіння.

## Місце релігії та міфів в житті римлян
Важливою рисою римської релігії було те, що вона споконвічно пов'язана не з індивідом, а з колективами. Й інші релігії, що зародилися при общинному ладі, брали до уваги не окрему людину, а співтовариство, але в римській — ця риса була особливо яскраво вираженою і закріпилася на особливо тривалий термін. Цікаво, що в римлян людські інститути і настанови первинні щодо божественних, релігійних. За переказами, культ тих або інших богів установлювався царями. Царі або жерці вказували окремим родам і сім'ям, як і яких богів вони повинні шанувати і як відправляти фамільний культ.
Давньори́мська релі́гія — одна з політеїстичних систем рабовласницького суспільства з пережитками релігійних уявлень епохи родового ладу, зазнала активного впливу грецької релігії. По суті рання римська релігія була однією із форм анімізму.

### Римські культи
Понтифіки керували релігійним життям міст, що приєдналися до Риму, вони вирішували, які культи залишати містам, а які переводити до Риму. Ще пізніше перші декуріони римських колоній вирішували, які боги будуть шануватися в колоніях, які свята проводитимуться на їхню честь. Навіть землевласники, що мали у власності села, встановлювали, які свята й змагання культового характеру проводитимуться там. Усе це свідчить про те, що в уявленнях римлян релігія була функцією колективів.
Спочатку в територіальних громадах існували окремі культи, коли ж ці громади об'єдналися в римське суспільство, божества і культи також злилися. Відгомоном цього був переказ про об'єднання культів римлян і сабінян: свято Септімонтії, під час якого об'єднані сім пагорбів, на яких стоїть Рим, приносили сім жертв, а також інші свята.
У римлян збереглося відлуння ініціальних обрядів, коли хлопчик, стаючи дорослим, присвячував свою дитячу буллу домашнім Ларам і приносив жертву богині юності — Ювенті. Після цього хлопчик міг надягати чоловічу тогу. Можливо, якісь окремі елементи ініціації збереглися в обрядах луперкалій і в звичаї приносити богині Манії у дарунок ляльок. Манія колись була похмурою хтонічною богинею, у жертву їй приносилися діти.

### Римські боги
Боги, що мали однакове ім'я або схожі функції, зливалися, набували епітетів і функцій інших, схожих за значенням божеств. Тому головні боги римського пантеону мають безліч імен і епітетів. Так, Юпітер шанувався як бог світла, бог неба і грози, подавець перемоги, хоронитель кордонів, заступник виноградників, гарант клятви. А його епітети увібрали імена безлічі місцевих божеств: Луцетій (світлий або світлоносний), Лібер (виноградар), Фругіфер (плодоносний), Дапаліс (від священної трапези — дапс, яку влаштовував для нього хлібороб, що молив про гарний врожай), Пенін (гірський бог), Клітумн (бог річки Клітумн), Сумман (бог нічних блискавок).
Юнона, яка спочатку втілювала безліч богинь жінок (існує вказівка, що в кожної жінки була своя Юнона, як у кожного чоловіка — свій Геній), згодом стала великою фігурою в римському пантеоні. Вона була родопомічмицею (Юнона Луцина), царицею (Популона), Куритис (войовнича богиня, атрибутами якої були колісниця й спис). Діана поєднувала функції лісової богині, богині місяця, родопомічниці. Фортуна — богині-матері, годувальниці, провісниці, богині долі й щасливого випадку. Геракл шанувався як військовий бог (Переможець, Непереможний) і в такій іпостасі мав свою колегію саліїв, як і Марс. Але, крім того, він міг бути і богом прибутку, якому в Римі жертвувалася десята частина торговельного прибутку і військової здобичі. Після злиття сабінських і римських громад сабінська богиня Вакуна злилася з Церерою (богиня родючості), Вікторією (богиня перемоги), Мінервою й Діаною.
Таким чином, боги громад, що ввійшли до Риму, зливалися, поєднували свої функції, ставали загальноримськими богами або ж залишалися місцевими божествами. А деякі з них просто забувалися.

## Вплив чужоземних релігій
Унаслідок постійних контактів з іншими народами римська релігія зазнала великого впливу чужоземних вірувань. Наприклад, Юнона й Мінерва були етруського походження. Від етрусків запозичено численні релігійні обряди й організацію жрецьких колегій. Під впливом греків відбулося майже цілковите ототожнення римських богів з грецькими. У римлян був звичай після завоювання якогось міста переселяти до своєї столиці богів переможених, щоб викликати до себе їхню прихильність і вберегтися від їхнього гніву. Ось як, наприклад, римляни закликали до себе карфагенських богів. Жрець проголошував урочисте заклинання: «Боже чи богине, що поширюєте опіку над народом і державою карфагенян, ви, що є покровителями цього міста, до вас звертаюся з молитвами, вам віддаю шану, у вас милості прошу, щоб покинули народ і державу карфагенян, щоб покинули їхні храми, щоб від них пішли. Перейдіть до мене, у Рим. Нехай наше місто і храми будуть вам приємніші. Будьте ласкаві й прихильні до мене, і до народу римського, і до наших воїнів так, як ми цього хочемо і як це розуміємо. Якщо зробите так, обіцяю, що вам спорудять храми і справлятимуть на вашу честь ігри».
Перетворення Риму на середземноморську державу спричинило чималий вплив східних культур. З Малої Азії в II ст. до н. е. до Риму проник культ богині Кібели. В добу імперії дуже поширився культ єгипетської Ісіди, фригійського Аттіса, сирійської Атаргатіс, кападокійської Беллони, іранського Мітри.
Для релігійного життя періоду пізньої імперії характерний синкретизм. У Римі розмаїті обряди, вірування, боги поступово зливалися. Усунення богів значною мірою залежало від надання однакових функцій різним божествам. Певного бога вважали всемогутнім, йому давали атрибути всіх інших. Це було наслідком підриву політеїстичної системи давньоримської релігії і переходу римлян до монотеїзму.
Загальна криза рабовласницького ладу (з початку нової ери і особливо в III—V ст. н. е.) викликала глибокі соціальні та ідеологічні зміни в житті римського суспільства, стала частковою причиною переходу величезних мас людей від політеїстичної релігії до християнства.